# Grande Prêmio da Bélgica de 1982
Resultados do Grande Prêmio da Bélgica de Fórmula 1 realizado em Zolder em 9 de maio de 1982. Quinta etapa do campeonato, foi marcado pelo acidente fatal de Gilles Villeneuve no dia anterior à prova e teve como vencedor o britânico John Watson, da McLaren-Ford.

## Resumo

### Sábado trágico
O piloto canadense Gilles Villeneuve morreu num acidente durante a última sessão de treinos oficiais. Pouco antes seu companheiro de equipe, Didier Pironi, marcara um tempo 0,1s mais rápido do que Villeneuve. Escritores contemporâneos e mais recentes dividem-se entre a narrativa de que o canadense tentava melhorar seu oitavo lugar ou o figadal desejo de derrotar Pironi devido à amargura sofrida nos momentos finais do Grande Prêmio de San Marino, quando Villeneuve acreditava que o francês não o ultrapassaria na disputa pela vitória, situação inversa ao ocorrido.
Faltando menos de dez minutos para o fim do treino, o carro de Villeneuve percorria a pista e encontrou o March de Jochen Mass num ritmo lento. O alemão viu a Ferrari aproximar-se em alta velocidade e moveu-se para a direita para deixá-la passar, porém o bólido vermelho também se moveu na mesma direção a fim de executar a ultrapassagem. Nesse instante houve uma colisão na traseira da March e a Ferrari foi lançada no ar percorrendo mais de 100 metros a uma velocidade próxima dos 250 km/h antes de atingir o chão e se desintegrar enquanto quicava na borda da pista. Villeneuve, ainda preso a seu assento, mas sem seu capacete, foi lançado a cerca de 50 metros dos destroços caindo próximo à cerca de proteção na borda externa da curva Terlamenbocht.
Acionado, o socorro médico chegou ao local onde caíra o piloto canadense e logo constatou que Villeneuve não respirava, embora pudessem detectar seu pulso. Intubado e ventilado, passou pelo centro médico do circuito antes de ser transferido de helicóptero para o Hospital Universitário St. Raphael em Louvain, onde uma fratura fatal do pescoço foi diagnosticada, bem como inúmeros danos no cérebro. Clinicamente morto, Villeneuve foi conectado ao suporte vital até que sua esposa e filhos chegassem ao hospital. Diante do quadro irreversível, o canadense foi declarado morto por volta das 21 horas, sendo esta a primeira morte de um piloto de Fórmula 1 desde Ronnie Peterson no Grande Prêmio da Itália de 1978 e de Patrick Depailler nos testes particulares da Alfa Romeo em Hockenheim, em 1980. Em sinal de luto, a equipe Ferrari deixou o circuito após a morte de Gilles Villeneuve e não participou da corrida, algo inédito desde o Grande Prêmio da França de 1950.
Os oito minutos finais da qualificação foram realizados após removeram os destroços do acidente. Nenhum dos pilotos melhorou seu tempo, deixando as Renault de Alain Prost e René Arnoux na primeira fila do grid.

### Vitória e consternação
No dia seguinte René Arnoux conservou o primeiro lugar durante quatro voltas, entretanto o destaque naquele início de prova foi o acidente entre Bruno Giacomelli e Eliseo Salazar, mutuamente prensados à altura de um guard-rail quando o italiano da Alfa Romeo avaliou mal uma tentativa de ultrapassagem. No quinto giro o finlandês Keke Rosberg superou Arnoux e assumiu a ponta até que, na antepenúltima volta, seus pneus sucumbiram ao desgaste e nisso John Watson tomou o primeiro lugar para si a duas voltas para o final, uma manobra respeitável considerando que o norte-irlandês foi apenas o décimo colocado no grid e pouco depois confirmou sua vitória no duelo contra Rosberg. Pior destino teve Niki Lauda, pois os comissários da FISA cassaram seu terceiro lugar ao verificarem que sua McLaren estava dois quilos abaixo dos 580 exigidos pelo regulamento, num erro considerado pueril por um Ron Dennis que oscilava entre a fúria e a resignação: "Calculamos mal o desgaste dos pneus e a perda de água e óleo durante a corrida", disse ele. Beneficiado pelo azar do time britânico, Eddie Cheever subiu ao pódio enquanto Elio de Angelis, Nelson Piquet e Chico Serra completaram a zona de pontuação, sendo que este último colheu o derradeiro ponto da Fittipaldi na Fórmula 1.
Mesmo vitorioso, John Watson mostrou-se consternado com a morte de Gilles Villeneuve.

## Classificação

### Pré-qualificação
| Pos. | Nº | Piloto             | Construtor   | Tempo    | Diferença |
| ---- | -- | ------------------ | ------------ | -------- | --------- |
| 1    | 18 | Raul Boesel        | March-Ford   | 1:18.333 | —         |
| 2    | 31 | Jean-Pierre Jarier | Osella-Ford  | 1:19.999 | + 1.666   |
| 3    | 35 | Derek Warwick      | Toleman-Hart | 1:20.847 | + 2.514   |
| 4    | 36 | Teo Fabi           | Toleman-Hart | 1:21.499 | + 3.166   |
| 5    | 32 | Riccardo Paletti   | Osella-Ford  | 1:21.784 | + 3.451   |
| 6    | 19 | Emilio de Villota  | March-Ford   | 1:22.879 | + 4.546   |

### Treinos classificatórios
| Pos.    | N.º | Piloto             | Construtor      | Q1       | Q2       | Grid    |
| ------- | --- | ------------------ | --------------- | -------- | -------- | ------- |
| 1       | 15  | Alain Prost        | Renault         | 1:15.962 | 1:15.701 | —       |
| 2       | 16  | René Arnoux        | Renault         | 1:15.903 | 1:15.730 | + 0.029 |
| 3       | 6   | Keke Rosberg       | Williams-Ford   | 1:17.654 | 1:15.847 | + 0.146 |
| 4       | 8   | Niki Lauda         | McLaren-Ford    | 1:17.577 | 1:16:049 | + 0.348 |
| 5       | 3   | Michele Alboreto   | Tyrrell-Ford    | 1:17.344 | 1:16:308 | + 0.607 |
| 6       | 28  | Didier Pironi      | Ferrari         | 1:18.796 | 1:16:501 | + 0.800 |
| 7       | 22  | Andrea de Cesaris  | Alfa Romeo      | 1:17.696 | 1:16:575 | + 0.874 |
| 8       | 27  | Gilles Villeneuve  | Ferrari         | 1:17.507 | 1:16:616 | + 0.915 |
| 9       | 12  | Nigel Mansell      | Lotus-Ford      | 1:17.614 | 1:16:944 | + 1.243 |
| 10      | 1   | Nelson Piquet      | Brabham-BMW     | 1:17.124 | 1:17.535 | + 1.423 |
| 11      | 2   | Riccardo Patrese   | Brabham-BMW     | 1:18.366 | 1:17.126 | + 1.425 |
| 12      | 7   | John Watson        | McLaren-Ford    | 1:18.639 | 1:17.144 | + 1.443 |
| 13      | 11  | Elio de Angelis    | Lotus-Ford      | 1:18.655 | 1:17.762 | + 2.061 |
| 14      | 9   | Manfred Winkelhock | ATS-Ford        | 1:19.430 | 1:17.879 | + 2.178 |
| 15      | 5   | Derek Daly         | Williams-Ford   | 1:18.194 | 1:18.591 | + 2.493 |
| 16      | 25  | Eddie Cheever      | Ligier-Matra    | 1:20.182 | 1:18.301 | + 2.600 |
| 17      | 23  | Bruno Giacomelli   | Alfa Romeo      | 1:18.425 | 1:18.371 | + 2.670 |
| 18      | 31  | Jean-Pierre Jarier | Osella-Ford     | 1:20.056 | 1:18.403 | + 2.702 |
| 19      | 26  | Jacques Laffite    | Ligier-Matra    | 1:19.403 | 1:18.565 | + 2.864 |
| 20      | 10  | Eliseo Salazar     | ATS-Ford        | 1:20.440 | 1:18.967 | + 3.266 |
| 21      | 35  | Derek Warwick      | Toleman-Hart    | 1:20.594 | 1:18.985 | + 3.284 |
| 22      | 4   | Brian Henton       | Tyrrell-Ford    | 1:20.518 | 1:19.150 | + 3.449 |
| 23      | 36  | Teo Fabi           | Toleman-Hart    | 1:20.541 | 1:19.300 | + 3.599 |
| 24      | 29  | Marc Surer         | Arrows-Ford     | 1:22.512 | 1:19.584 | + 3.883 |
| 25      | 20  | Chico Serra        | Fittipaldi-Ford | 1:21.775 | 1:19.598 | + 3.897 |
| 26      | 18  | Raul Boesel        | March-Ford      | 1:20.522 | 1:19.621 | + 3.920 |
| 27      | 17  | Jochen Mass        | March-Ford      | 1:20.552 | 1:19.777 | + 4.076 |
| 28      | 30  | Mauro Baldi        | Arrows-Ford     | 1:20.802 | 1:19.815 | + 4.114 |
| 29      | 14  | Roberto Guerrero   | Ensign-Ford     | 1:20.116 | 1:20.482 | + 4.415 |
| 30      | 33  | Jan Lammers        | Theodore-Ford   | 1:21.453 | 1:20.584 | + 4.883 |
| Fontes: |     |                    |                 |          |          |         |

### Classificação da prova
| Pos.    | Nº | Piloto             | Chassi/Motor    | Voltas | Tempo/Diferença     | Grid | Pontos |
| ------- | -- | ------------------ | --------------- | ------ | ------------------- | ---- | ------ |
| 1       | 7  | John Watson        | McLaren-Ford    | 70     | 1:35'41"995         | 10   | 9      |
| 2       | 6  | Keke Rosberg       | Williams-Ford   | 70     | + 7"268             | 3    | 6      |
| DSQ     | 8  | Niki Lauda         | McLaren-Ford    | 70     | + 1'08"137          | 4    | [ 12 ] |
| 3       | 25 | Eddie Cheever      | Ligier-Matra    | 69     | + 1 volta           | 14   | 4      |
| 4       | 11 | Elio de Angelis    | Lotus-Ford      | 68     | + 2 voltas          | 11   | 3      |
| 5       | 1  | Nelson Piquet      | Brabham-BMW     | 67     | + 3 voltas          | 8    | 2      |
| 6       | 20 | Chico Serra        | Fittipaldi-Ford | 67     | + 3 voltas          | 23   | 1      |
| 7       | 29 | Marc Surer         | Arrows-Ford     | 66     | + 4 voltas          | 22   |        |
| 8       | 18 | Raul Boesel        | March-Ford      | 66     | + 4 voltas          | 24   |        |
| 9       | 26 | Jacques Laffite    | Ligier-Matra    | 66     | + 4 voltas          | 17   |        |
| Ret     | 5  | Derek Daly         | Williams-Ford   | 60     | Spun Off            | 13   |        |
| Ret     | 17 | Jochen Mass        | March-Ford      | 60     | Motor               | 25   |        |
| Ret     | 15 | Alain Prost        | Renault         | 59     | Spun Off            | 1    |        |
| Ret     | 2  | Riccardo Patrese   | Brabham-BMW     | 52     | Spun Off            | 9    |        |
| Ret     | 30 | Mauro Baldi        | Arrows-Ford     | 51     | Acelerador          | 26   |        |
| Ret     | 31 | Jean-Pierre Jarier | Osella-Ford     | 37     | Danos ao aerofólio  | 16   |        |
| Ret     | 22 | Andrea de Cesaris  | Alfa Romeo      | 34     | Câmbio              | 6    |        |
| Ret     | 4  | Brian Henton       | Tyrrell-Ford    | 33     | Motor               | 20   |        |
| Ret     | 3  | Michele Alboreto   | Tyrrell-Ford    | 29     | Motor               | 5    |        |
| Ret     | 35 | Derek Warwick      | Toleman-Hart    | 29     | Transmissão         | 19   |        |
| Ret     | 36 | Teo Fabi           | Toleman-Hart    | 13     | Freios              | 21   |        |
| Ret     | 12 | Nigel Mansell      | Lotus-Ford      | 9      | Embreagem           | 7    |        |
| Ret     | 16 | René Arnoux        | Renault         | 7      | Turbo               | 2    |        |
| Ret     | 9  | Manfred Winkelhock | ATS-Ford        | 0      | Embreagem           | 12   |        |
| Ret     | 23 | Bruno Giacomelli   | Alfa Romeo      | 0      | Colisão             | 15   |        |
| Ret     | 10 | Eliseo Salazar     | ATS-Ford        | 0      | Colisão             | 18   |        |
| WD      | 28 | Didier Pironi      | Ferrari         |        | Retirou-se da prova |      |        |
| FAT     | 27 | Gilles Villeneuve  | Ferrari         |        | Acidente fatal      |      |        |
| DNQ     | 14 | Roberto Guerrero   | Ensign-Ford     |        |                     |      |        |
| DNQ     | 33 | Jan Lammers        | Theodore-Ford   |        |                     |      |        |
| DNPQ    | 32 | Riccardo Paletti   | Osella-Ford     |        |                     |      |        |
| DNPQ    | 19 | Emilio de Villota  | March-Ford      |        |                     |      |        |
| Fontes: |    |                    |                 |        |                     |      |        |

## Tabela do campeonato após a corrida
| Pos.    | Piloto        | Pontos |
| ------- | ------------- | ------ |
| 1       | Alain Prost   | 18     |
| 2       | John Watson   | 17     |
| 3       | Keke Rosberg  | 14     |
| 4       | Niki Lauda    | 12     |
| 5       | Didier Pironi | 10     |
| Fontes: |               |        |

| Pos.    | Construtor    | Pontos |
| ------- | ------------- | ------ |
| 1       | McLaren-Ford  | 29     |
| 2       | Renault       | 22     |
| 3       | Williams-Ford | 20     |
| 4       | Ferrari       | 16     |
| 5       | Tyrrell-Ford  | 10     |
| Fontes: |               |        |

- Nota: Somente as primeiras cinco posições estão listadas. Entre 1981 e 1990 cada piloto podia computar onze resultados válidos por temporada não havendo descartes no mundial de construtores.